# 綠悠雅苑
綠悠雅苑（英語：Greenview Villa）是香港房屋協會發展的一個資助出售房屋項目，位於香港新界青衣市地段138號青綠街18號，於2015年中落成入伙，由鍾華楠建築設計事務所設計，有利集團承建，分為3座住宅大廈。
綠悠雅苑原屬香港政府於2010年提出的「置安心房屋計劃」下的第一個項目，原計劃以市價「先租後買」的形式提供給難以應付住宅物業首期的中等收入人士。後來政府逐步改善計劃，於2012年決定採用類似「住宅發售計劃」的形式發售，成為全新的「資助出售房屋項目」計劃，以折扣價出售給符合資格的香港居民。
綠悠雅苑的項目原意是以市價出租或出售予中等收入人士，屋苑不但設有小型會所設施，其設計、用料、以及隨屋附送的家電和裝修都貼近私人屋苑，檔次比傳統資助房屋高，房協形容其用料設計為「實而不華」。
房協曾在2012年12月21日至2013年1月25日於長沙灣東景大廈設綠悠雅苑示範單位供市民參觀。

## 設施
綠悠雅苑共有3座38層住宅大樓位於3層高的平台上，第1座採用了三梯十伙設計，每層設有4個一房單位（設於B、C、D及E室）及其餘6個兩房單位（設於A、F、G、H、I及J室）；第2及3座採用三梯八伙設計，每層設有7個兩房單位（設於A至E、G及H室）及1個三房連主人套房單位，設於2及3座的F室，各單位的廳房設有窗台，客廳及廚房則有環保露台及工作平台。屋苑大部份單位均為長廳設計，且廳房同向，唯第1座A、F室採用左右廳間隔，而廳向北、主人房向南，可享不同景觀。
項目設有獨立建築物作為機房及垃圾站，並於頂層鋪設綠化植物。住宅基座對出的地面為綠化公園，基座地下及一樓層用作屋苑停車場，提供約100個車位，而二樓則設有平台花園及住客會所。
整個項目只供符合申請資格的家庭購買。單位會按市場價格以折讓價出售，並設有轉讓限制。這個轉售限制與「住宅發售計劃」相若，買家五年內不可自由轉讓物業，除非得到房協同意；而在任何時間轉讓單位，都必須向政府繳付補價，才可在公開市場出租、出售或轉讓。此外，買家亦可於購買單位兩年後，經房協「住宅發售計劃」第二市場將單位轉讓予合資格人士而無須向政府補價。

## 地皮前身
綠悠雅苑所在的青綠街地皮，位於青衣市中心，原屬青衣灣避風塘（青衣塘）一帶，於八十年代初填海，早期曾用作青健臨時房屋區。臨屋區於1995年拆卸後，地皮本來由房協發展「住宅發售計劃」項目。然而項目進行期間，政府宣佈停建資助房屋，地皮完成地基工程後一直空置十年，房協更於2009年一度準備將此「爛尾」項目地盤交還政府。直至2011年，政府宣佈推出「置安心資助房屋計劃」，青綠街地皮再次動工，開始興建綠悠雅苑，但地契年期繼續由當初批地時的2001年起計50年。

## 大廈資料

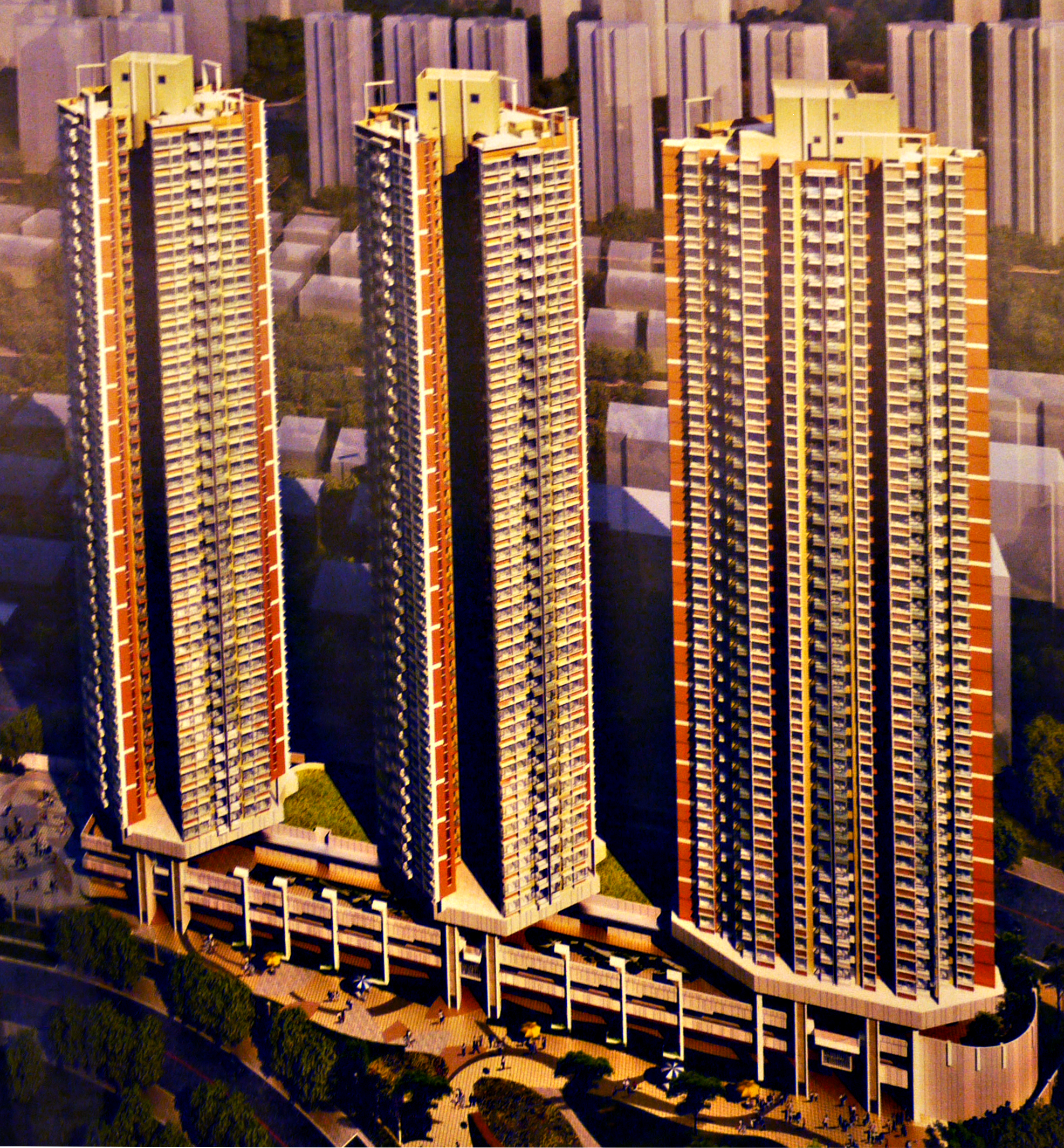
綠悠雅苑屋苑模型（攝於長沙灣東景大廈綠悠雅苑示範單位）

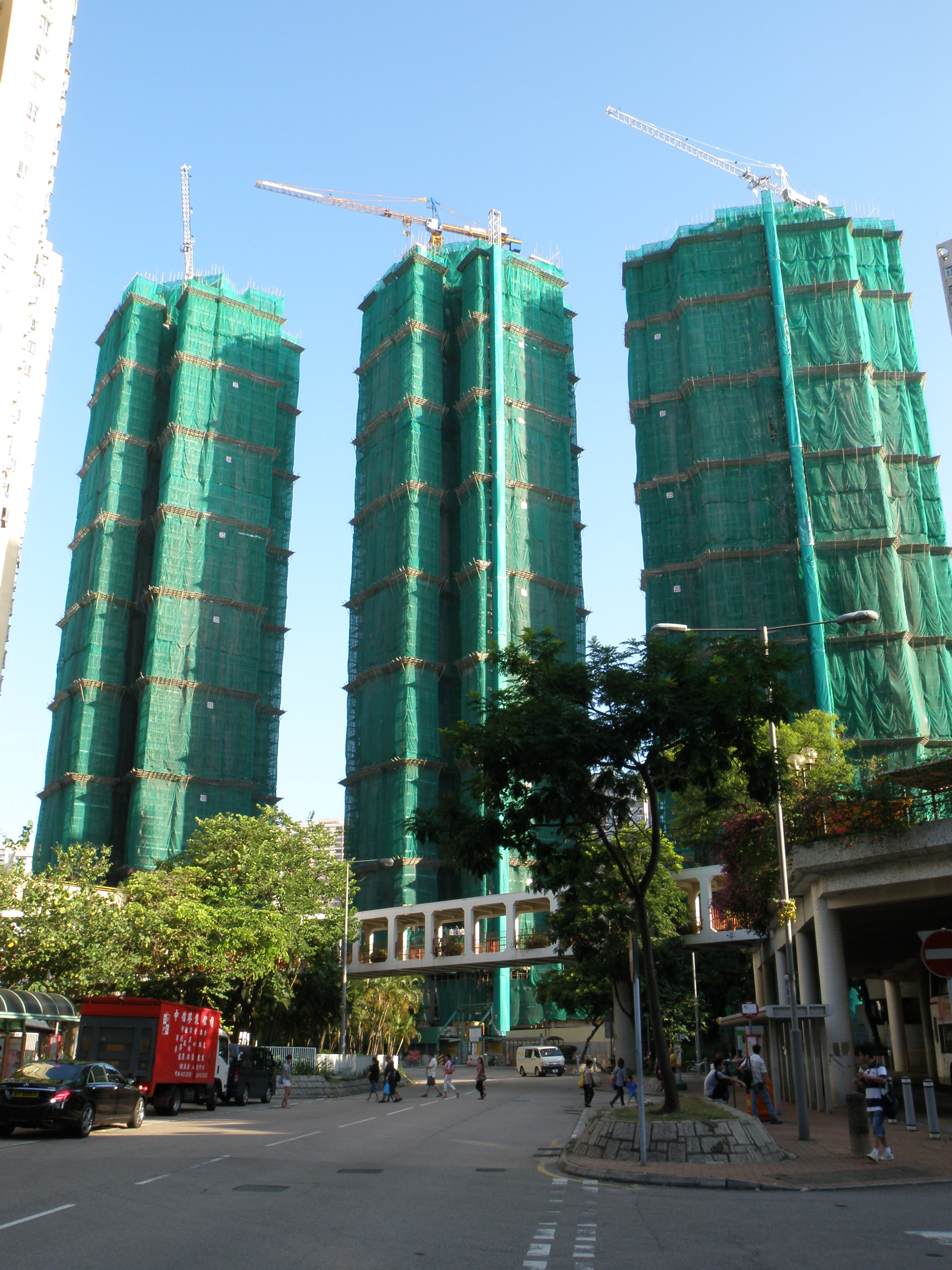
建造中（2014年8月）

| 樓宇名稱 | 落成年份 | 建築師               | 承建商   | 提供升降機的廠商 |
| -------- | -------- | -------------------- | -------- | ---------------- |
| 第1座    | 2015年   | 鍾華楠建築設計事務所 | 有利集團 | 迅達             |
| 第2座    | 2015年   | 鍾華楠建築設計事務所 | 有利集團 | 迅達             |
| 第3座    | 2015年   | 鍾華楠建築設計事務所 | 有利集團 | 迅達             |

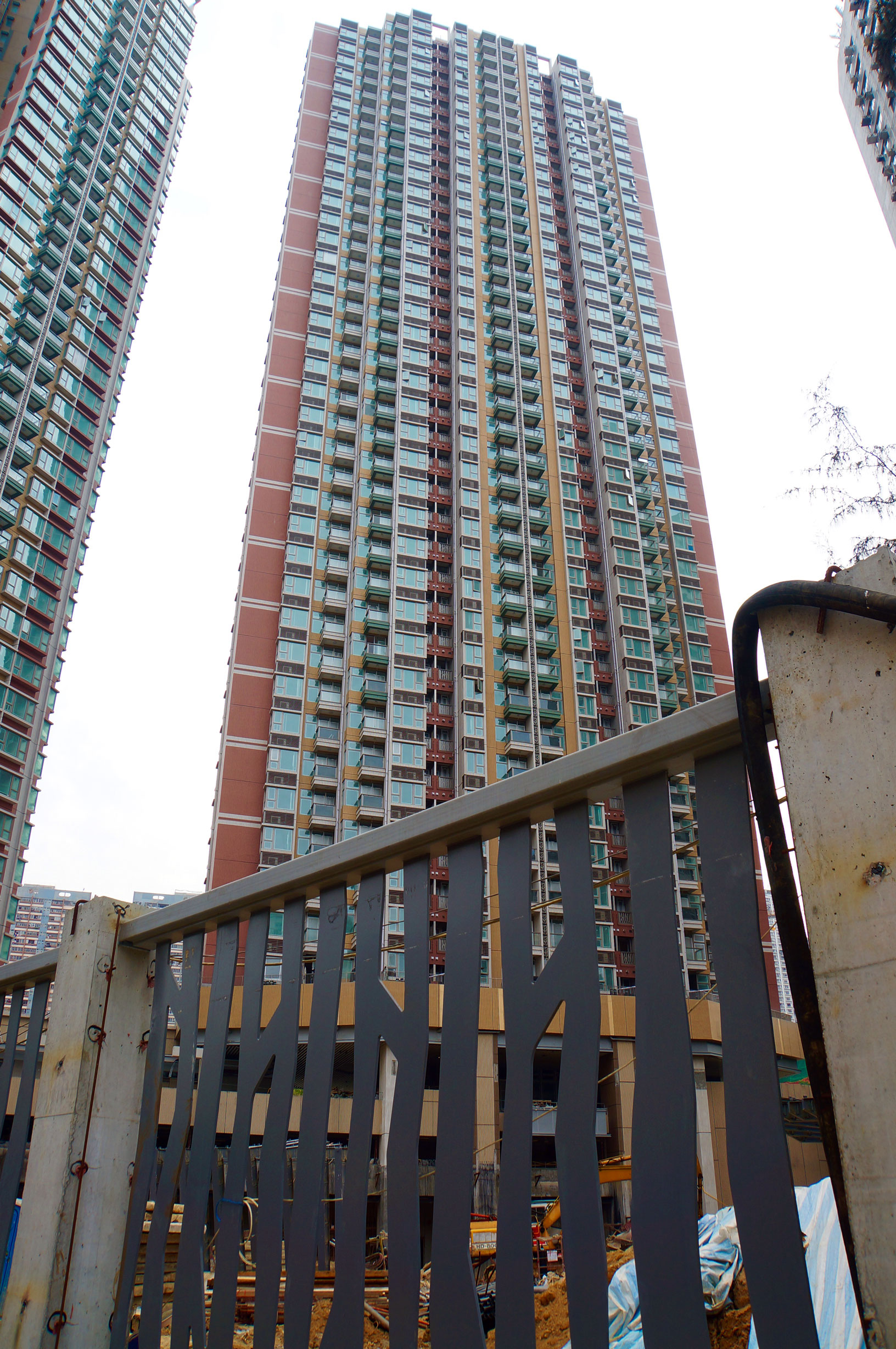
建築中的綠悠雅苑第一座
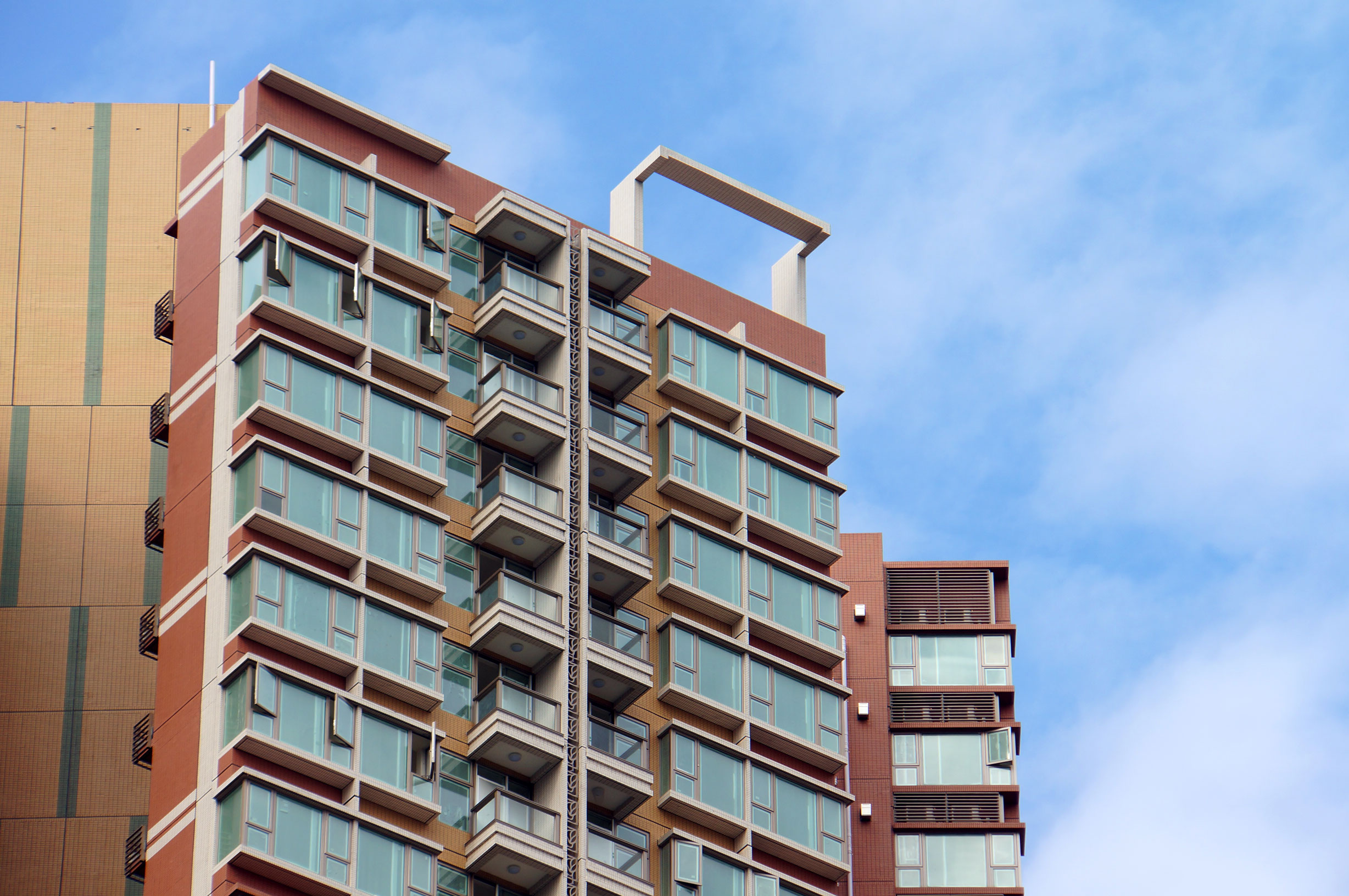
建築中的綠悠雅苑第一座背面
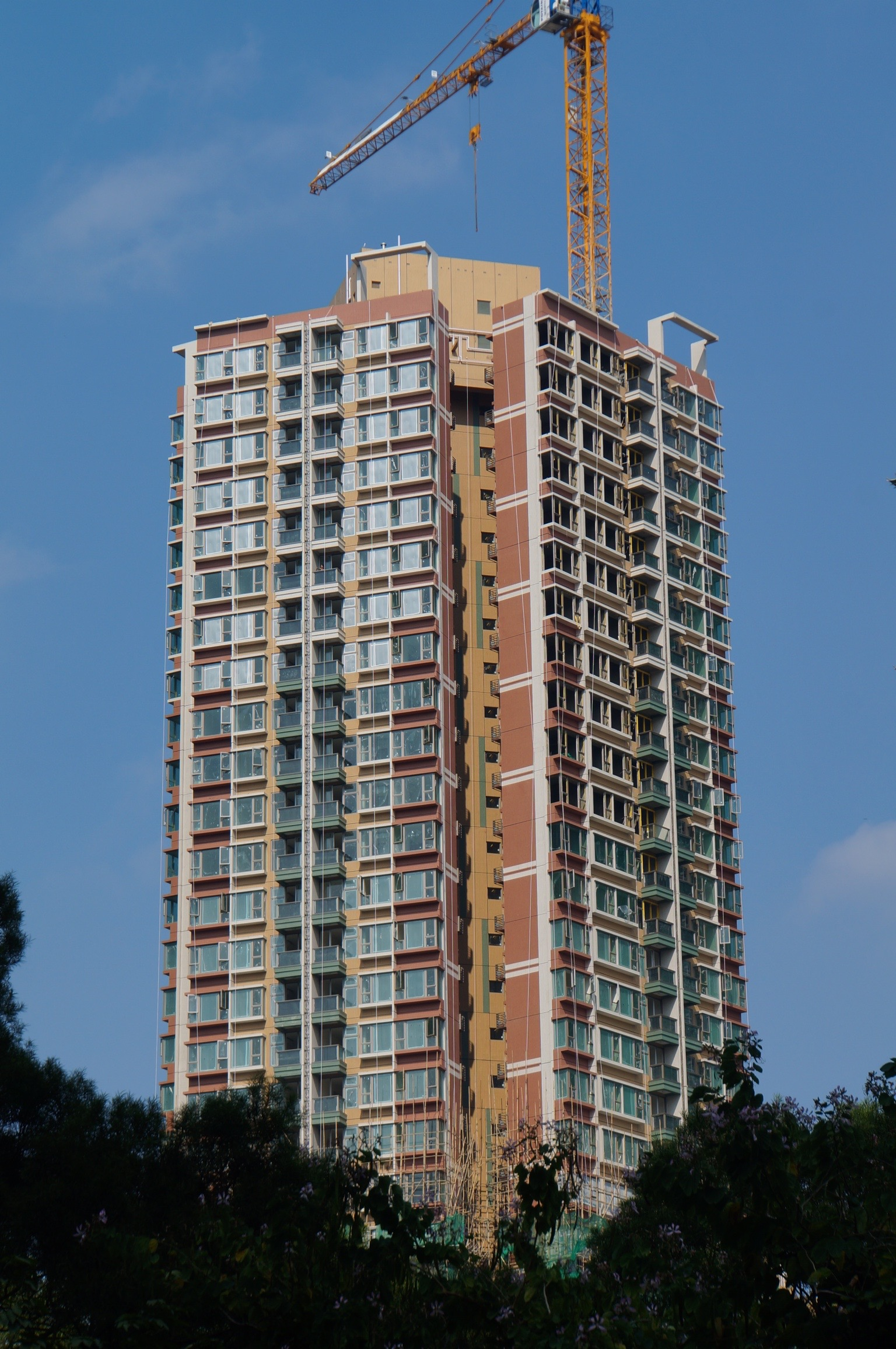
建築中的綠悠雅苑第二座
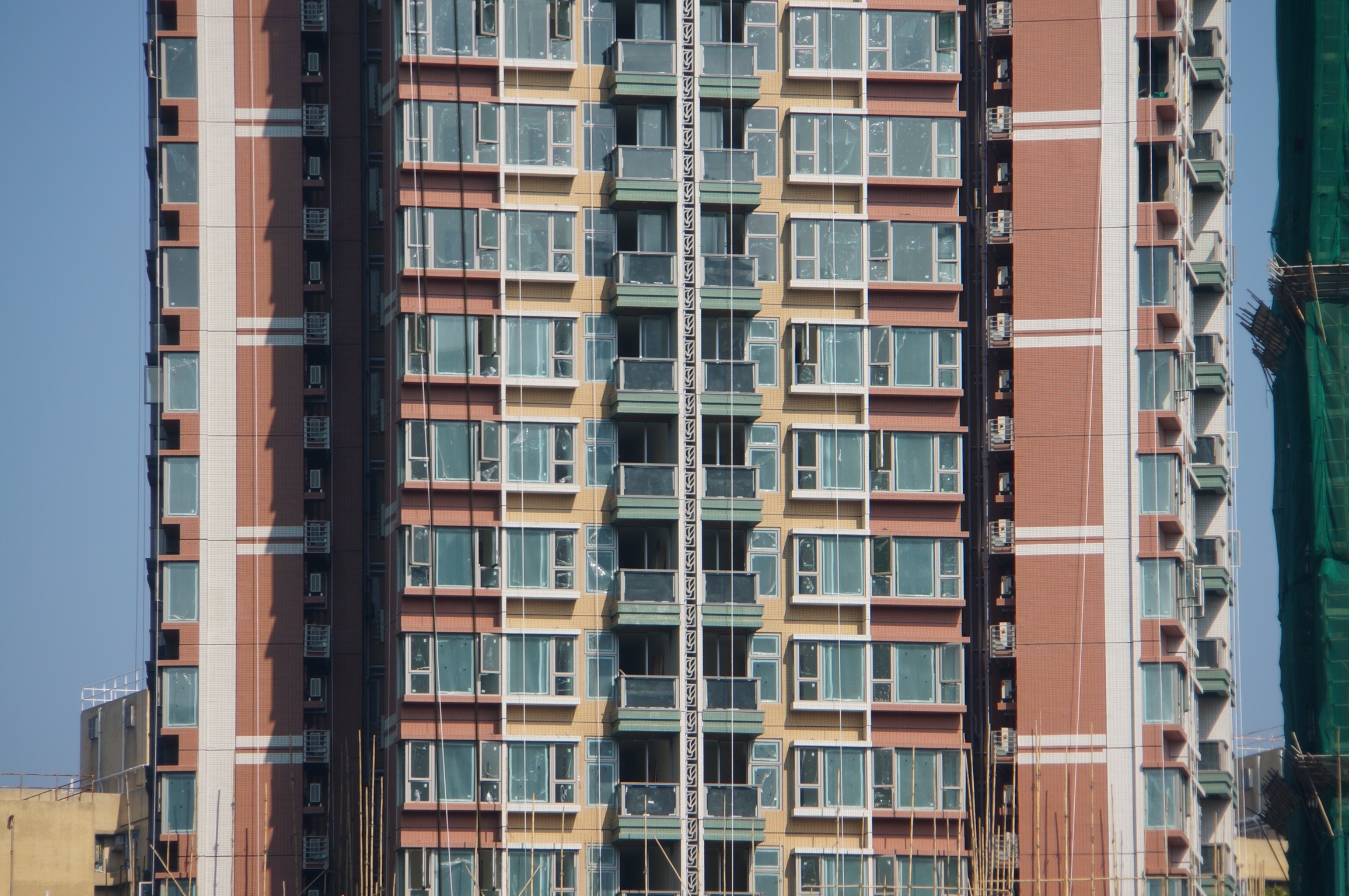
綠悠雅苑部份單位於露台之間安裝了裝飾

## 屋苑特色
- 約12,000呎室內住客會所，名為「綠悠雅聚」，設施包括：健身室、舞蹈/瑜珈室、閱讀室、電腦遊戲室、音樂室、卡啦OK房、多用途活動室、兒童遊樂區。
- 約70,000呎園藝空間（包括34,000呎平台花園及36,000呎地下公園）。
- 屋苑綠化率達八成，備節能環保設施，並於2014年8月正式取得香港環保建築協會綠色建築環保評核BEAM Plus新建建築金級別認証。
- 綠悠雅苑隨屋附送廚櫃、TGC爐具、抽油煙機、TOTO浴具、橡木複合地板等，全屋所有廳房均安裝日本珍寶分體式冷氣機，每戶皆設有環保露台及工作平台。

## 配套設施
綠悠雅苑基座雖不設商鋪，然而屋苑鄰近已有商場、街市、體育館、圖書館、泳池、教堂等配套設施。
- 青怡薈商場
- 青衣商場 （由領展管理，並投資1.4億進行提升工程，已於2015年完成翻新（領展已賣盤）[3]）
- 楓樹窩體育館
- 青衣西南體育館
- 青衣公共圖書館
- 青衣公園
- 青衣街市
- 青衣體育館
- 青衣運動場
- 青衣游泳池

## 鄰近屋苑
- 楓樹窩路
- 青綠街
- 青衣邨
- 青怡花園
- 涌美老屋村
- 青輝新村
- 長康邨

## 事件
2023年1月5日下午5時許，一名21歲印度籍女傭在露台抹窗時意外失足墮下，救護員接報後發現已經死亡。

## 外部連結
- 青衣「綠悠雅苑」官方網站

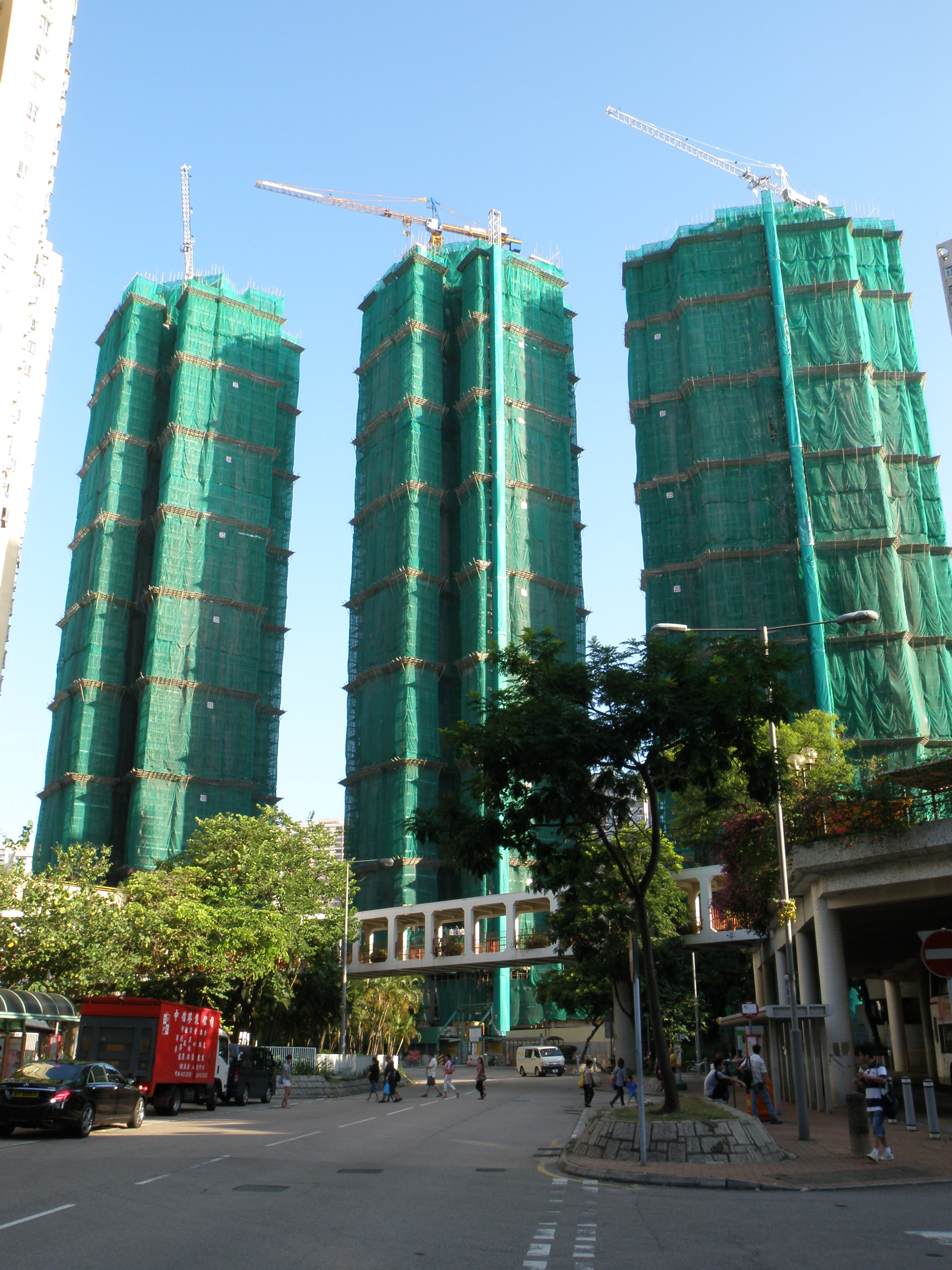
建築中的綠悠雅苑（2014年8月）

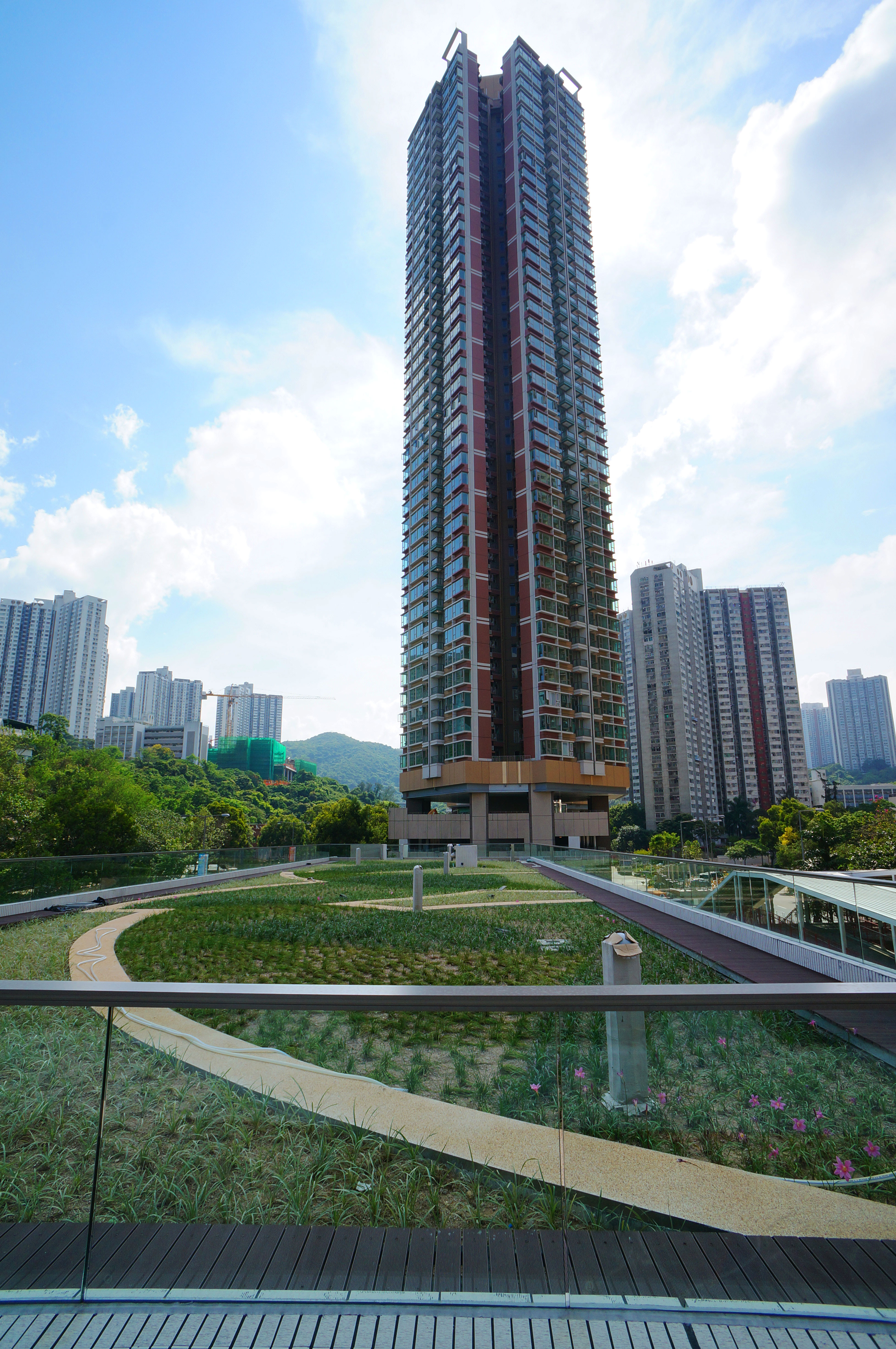
綠悠雅苑機房建築上的綠化平台

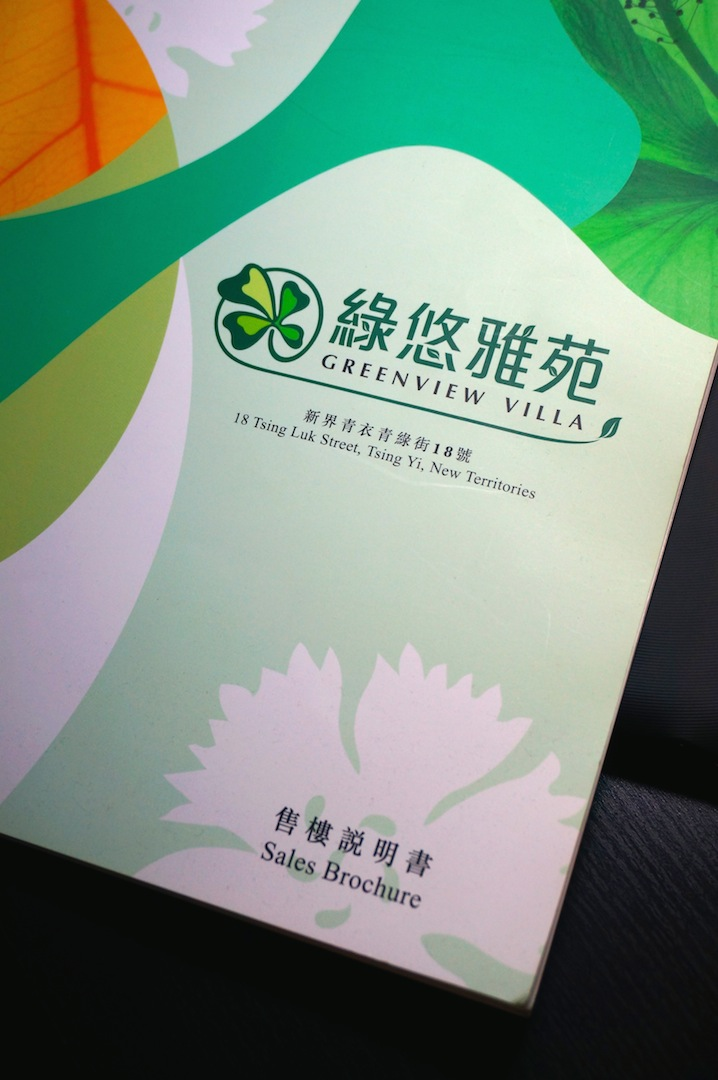
綠悠雅苑售樓書

- 綠悠雅苑業主討論區 Greenview Villa Owners Forum （页面存档备份，存于）
- 綠悠雅苑業主討論區 Facebook專頁
- 新聞稿 房協宣布發售青衣「綠悠雅苑」